# Ancien sentier Connecticut

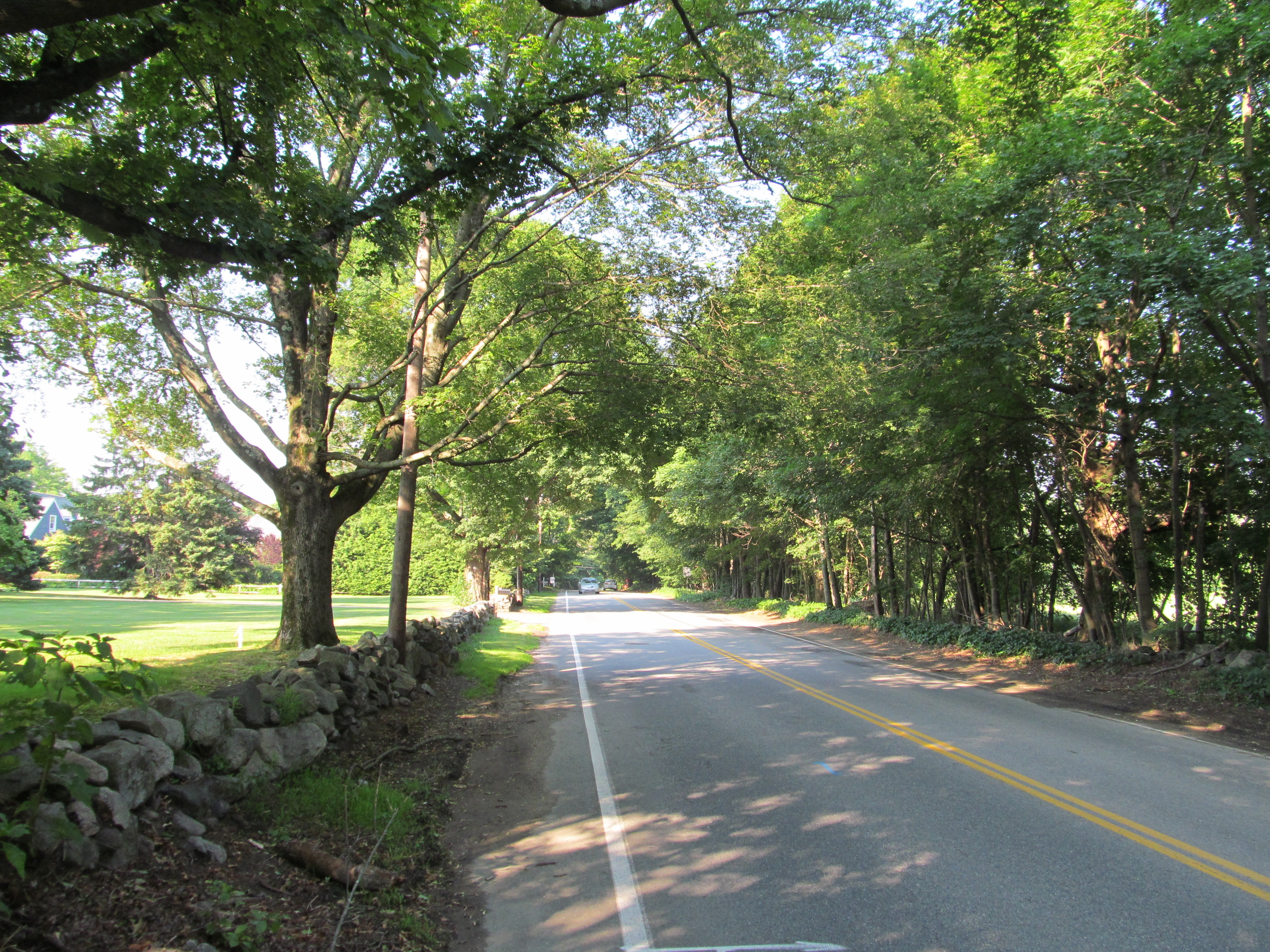
Une section du sentier occupée aujourd'hui par une route.

L'ancien sentier Connecticut (Miskimmayagat, « grand sentier » ou Old Connecticut Path en anglais) était un sentier amérindien qui reliait la rivière Charles (qui se jette dans la baie du Massachusetts près de l'actuelle ville de Boston) et la vallée du fleuve Connecticut, habitée entre autres par les Nipmucs.

## Géographie
Le sentier, d'est en ouest, arrivait à environ 20 km au sud de Springfield ; il commençait à l'extrémité ouest de Watertown et le premier point de repère significatif était une chaîne de lacs appelés Wachittuate par les Amérindiens. La longueur du sentier était d'environ 150 kilomètres.

## Histoire

Pierre historique au (17 miles) sur lancien sentier Connecticut, à Wayland, comté de Middlesex.

L'utilisation par les Amérindiens suivait un itinéraire le plus facilement praticable, longeant les bords des rivières et la traversée de ruisseaux à gué aux endroits les plus faciles. Le chemin qui menait vers l'ouest le long de la rive nord de la rivière Charles à Cambridge, traversait ce qui sont maintenant Weston, bifurquant légèrement vers le sud où il  entrait à la section sud-est de la ville actuelle de Sudbury, désormais séparée de Wayland, où une section de la route porte encore le nom « Old Connecticut Path ». Durant la période de disette des années 1630, quand la colonie de la baie du Massachusetts manquait de grain, les Nipmucks qui cultivaient du maïs dans la vallée du fleuve Connecticut chargeaient une partie de leur maïs excédentaire dans des sacs à dos fabriqués en écorce de bouleau et suivaient un itinéraire connu jusqu'aux colonies à l'embouchure de la rivière Charles, où ils échangeaient des aliments pour des marchandises européennes en cuivre, en fer et d'étoffe de laine. Les commerçants et le groupe de commerçants de fourrure de John Oldham ont pénétré en 1633 par ce premier sentier vers l'intérieur du continent. En 1635, certains colons de Watertown ont pris cette route quand ils ont été expulsées de Wethersfield.

## Colonisation
En 1636, le paria Thomas Hooker et une centaine de membres de sa congrégation, avec 160 bovins, dont ils ont bu le lait en cours de route, suivirent l'ancien « sentier du Connecticut » durant deux semaines jusqu'à la rivière Connecticut. Là, ils s'installèrent dans un endroit nommé Suckiaug par les Lenapes, en raison de la noirceur de sa terre. Ils ont fondé la colonie anglaise de Hartford. En 1643, les documents dans le village de Sudbury nomment ce sentier l'« ancien sentier du Connecticut ». En 1672, avec la mise en place d'un système postal, le sentier est devenu la première route postale coloniale.